# Marija Sjarapova
Marija Jurjevna Sjarapova (ryska: Мария Юрьевна Шарапова ;(Мари́я Шара́пова (fil); /ʃa'rapova/), född 19 april 1987 i Njagan, Chantien-Mansien, Sovjetunionen, är en rysk före detta professionell tennisspelare. Hon har vunnit fem Grand Slam-segrar i singel och under två perioder varit rankad som världsetta.

## Tenniskarriären
Marija Sjarapova vann under sin professionella karriär 36 singel- (av vilka fem Grand Slam) och tre dubbeltitlar. Hon blev professionell tennisspelare på WTA-touren den 19 april 2001, vid endast 14 års ålder. 2003 vann hon sin första WTA-seger, i AIG Japan Open. Samma år ställde hon första gången upp i Wimbledon och nådde där fjärde omgången. År 2004 vann hon singeltiteln i WTA-slutspelet och nådde semifinalen året därpå. Sjarapova var för första gången rankad världsetta i singel 2005, då hon de åtta veckorna från 22 augusti till 23 oktober stod överst i rankningstabellen. Hon spelade mycket sällan dubbel och har där som bäst rankats som nummer 41 (juni 2004). 
Sjarapova gjorde debut i Grand Slam-turneringar säsongen 2003. Hon är den näst yngsta kvinnan som vunnit Wimbledon, vilket hon gjorde i 2004 års turnering. I september 2006 vann hon singeltiteln i US Open. Under säsongen 2007 hade Sjarapova en del skadeproblem, men hon nådde trots detta höstens final i WTA-slutspelet. Hon förlorade där en mycket jämn match mot Justine Henin med 7-5, 5-7, 3-6. 
Marija Sjarapova vann i januari 2008 singeltiteln i Australiska öppna genom finalseger över serbiskan Ana Ivanović med siffrorna 7–5, 6–3.

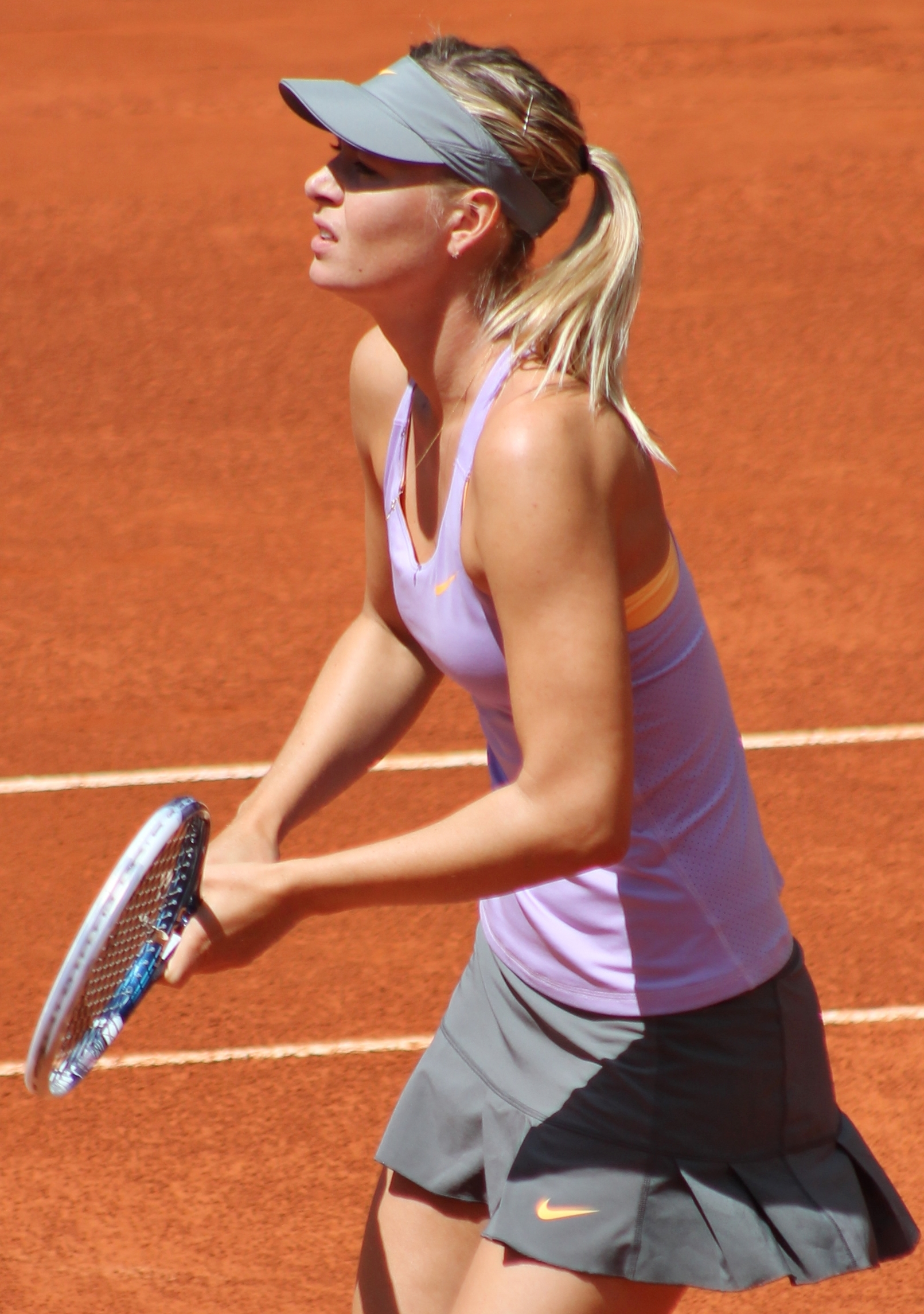
Marija Sjarapova 2014.

Sjarapova var 2012 seedad som nummer två i Franska öppna och nådde för första gången finalen i turneringen. Hon besegrade där italienskan Sara Errani i två raka set. Genom att nå finalen, återtog Sjarapova platsen som världsetta. I och med segern har Sjarapova segrat i samtliga fyra Grand Slam-turneringar och därmed vunnit en karriär-Grand Slam (se artikel Grand Slam (tennis)).
Vid 2012 års olympiska spel i London gjorde Sjarapova sin olympiska debut. Hon nådde där singelfinalen men blev besegrad av Serena Williams.
Hon har tränats av svensken Thomas Högstedt, i kombination med sin far Jurij Sjarapov, men 2013–2018  tränades hon av Sven Groeneveld, före detta nederländskt tennisproffs. Från mars 2018 tränades hon åter av Thomas Högstedt.
26 februari 2020 meddelade Sjarapova att hon avslutar karriären, strax efter att ha slagits ut ur Australiska öppna. 

### Avstängning
I januari 2016 togs ett dopningsprov på Sjarapova som visade spår av det från den 1 januari 2016 dopningsklassade medlet Meldonium. Resultatet som blev offentligt den 7 mars visade sig vara positivt. Sjarapova har intagit preparatet i tio år och har därför inte haft vetskap om att det skulle vara dopningsklassat från och med 1 januari 2016. Den 8 juni 2016 meddelade International Tennis Federation att Sjarapova blivit avstängd i två år. Den 4 oktober 2017 meddelade dock CAS att man reducerar påföljden från 24 till 15 månaders avstängning, vilket medförde att hon kunde ställa upp i 2018 års första Grand Slam-tävling, Australiska öppna.

## Spelaren och personen
Marija Sjarapovas föräldrar flyttade efter Tjernobylkatastrofen 1986 från Homel (ryska: Gomel) i Vitryssland till Sibirien. Hon föddes i staden Njagan i det nordvästsibiriska distriktet Chantien-Mansien. Som tvååring flyttade hon till Sotji med familjen. När hon var sju år gammal, flyttade hon och hennes far till USA (Florida) för att träna tennis. På grund av visaregler kunde hon inte påbörja tennisträningen, på Bollettieriakademin, förrän två år senare. Sjarapova är fortfarande rysk medborgare men folkbokförd i USA. Hon är mestadels bosatt i Bradenton i Florida men har flera hem.
Sjarapova hade en relation med tennisspelaren Grigor Dimitrov mellan 2013 och 2015.

## Popularitet
Marija Sjarapova är en av de mest uppmärksammade av dagens tennisspelare. Hon var 1 december 2012 den kvinnliga idrottare som hade flest "följare" (8,8 miljoner) på Facebook.

## Grand Slam-finaler, singel

### Titlar (5)
| År   | Mästerskap            | Finalmotståndare | Setsiffror    |
| 2004 | Wimbledonmästerskapen | Serena Williams  | 6-1, 6-4      |
| 2006 | US Open               | Justine Henin    | 6-4, 6-4      |
| 2008 | Australiska öppna     | Ana Ivanović     | 7-5, 6-3      |
| 2012 | Franska öppna         | Sara Errani      | 6-3, 6-2      |
| 2014 | Franska öppna         | Simona Halep     | 6-4, 6-7, 6-4 |

### Finalförluster (4)
| År   | Mästerskap        | Finalmotståndare  | Setsiffror |
| 2007 | Australiska öppna | Serena Williams   | 1-6, 2-6   |
| 2011 | Wimbledon         | Petra Kvitová     | 3-6, 4-6   |
| 2012 | Australiska öppna | Victoria Azarenka | 3-6, 0-6   |
| 2013 | Franska öppna     | Serena Williams   | 4-6, 4-6   |

## ÖvrigaWTA-titlar

### Singel (27)
- 2003 Tokyo, Québec
- 2004 Birmingham, Wimbledon, Seoul, Tokyo, WTA Tour Championships
- 2005 Tokyo, Doha, Birmingham
- 2006 Indian Wells, San Diego, US Open, Zürich, Linz
- 2007 San Diego
- 2008 Australiska öppna, Doha, Amelia Island
- 2009 Tokyo
- 2010 Memphis, Strasbourg
- 2011 Rom, Cincinnati
- 2012 Stuttgart, Rom, Franska öppna
- 2013 Indian Wells, Stuttgart

### Dubbel (3)
- 2003 Tokyo, Luxemburg
- 2004 Birmingham